# Édouard Pignon
Pour les articles homonymes, voir Pignon.
Édouard Pignon est un peintre français de la nouvelle École de Paris, né le 12 février 1905 à Bully-les-Mines (Pas-de-Calais) et mort le 14 mai 1993 à La Couture-Boussey (Eure).
Son œuvre abondante, difficilement classable, se développe par séries autour de thèmes divers qui se succèdent ou se déploient simultanément, parfois s'enchevêtrent : drames de la condition ouvrière, voiles des bateaux et troncs d'olivier, travaux des paysans, combats de coqs, horreur des guerres, plongeurs nus et plages solaires. Avec Picasso, dont il est l'intime pendant trois décennies, il lutte dans les années 1950 contre le systématisme du réalisme socialiste, sans pour autant rejoindre ses amis peintres non figuratifs avec lesquels il a très fréquemment exposé à partir des années 1940 en France et à l'étranger.

## Biographie
Dans des entretiens enregistrés et publiés entre 1962 et 1987, Pignon a souvent évoqué lui-même son aventure personnelle et sa démarche picturale, notamment dans La Quête de la réalité, en 1966, et dans Contre-courant, en 1974. La romancière et essayiste Hélène Parmelin (1915-1998), qu'il a épousée en juin 1950, a fait de son itinéraire, en 1976 puis en 1985, un récit détaillé.

### Marles-les-Mines (1905-1927)
Édouard Pignon est né dans le Pas-de-Calais, que son père, mineur de fond, a brièvement quitté à la suite d'une querelle à Marles-les-Mines, mais où il retourne seulement quelques semaines plus tard, à Calonne-Ricouart.

Le jeune Édouard assiste aux drames provoqués par un coup de grisou qui cause 79 morts le 3 septembre 1912, dans la mine de la Clarence : 

« On a entendu une énorme explosion. Tout le monde, les enfants comme les grandes personnes, est parti en courant vers la mine, située à quelques kilomètres. (…) J'ai vu les ouvriers qu'on remontait, brûlés, hurlant ou morts. Après on a fermé les grilles. Les parents de ceux qui étaient restés dans la fosse, les femmes se cramponnaient en hurlant. »

L'enfant est également témoin des grandes grèves des mineurs : 

« J'avais six ans, je suis sorti pour voir ce qui se passait, et il y avait une charge de dragons, sabres au clair, sur leurs gros chevaux.(…) Je me suis trouvé parmi tous les mineurs qui couraient, et les chevaux qui galopaient derrière eux. (…) Il y avait des grévistes qui tranchaient les jarrets des chevaux avec des rasoirs. »

 Ces images resurgiront plus tard dans ses peintures.
En 1912, Pignon entre à l'école communale où ses dessins sont appréciés, mais où la couleur rousse de ses cheveux est cause de nombreuses bagarres. Durant la guerre de 1914, l'école fermée ; il demeure dans le café que tient sa mère : « Ce café a été pour moi un livre énorme. J'écoutais tout. J'amassais tout. Il venait des gens de partout, de différentes nationalités, ou de différentes villes. Pendant la guerre – nous étions à dix kilomètres du front – il y avait des soldats dans toute la maison, dans les granges derrière, partout, des soldats qui venaient en permission, des soldats qui montaient au front ».

L'un d'entre eux fait son portrait aux crayons de couleur, ce qui contribue à accentuer son désir de dessiner : 

« Il a fait mon portrait. Il m'en a fait cadeau. Et j'ai été stupéfait par ce pouvoir de ressemblance. Il y avait là une grande puissance magique. Et elle m'a hanté. À la base de ma vie de peintre, il y a certainement le petit déclic de ce soldat. Je n'ai jamais su d'où il venait ni où il allait. »

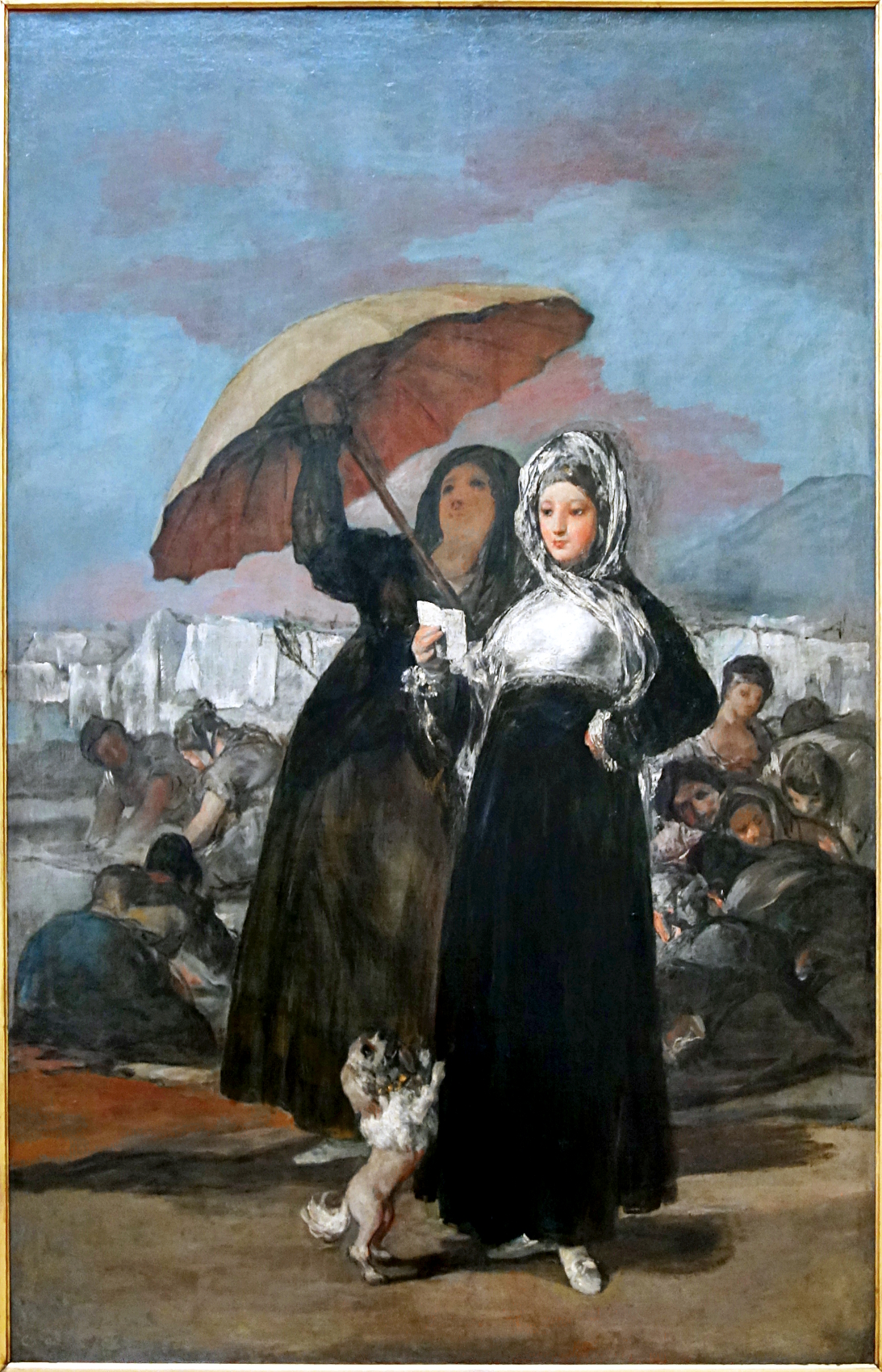
Goya, Les Jeunes.

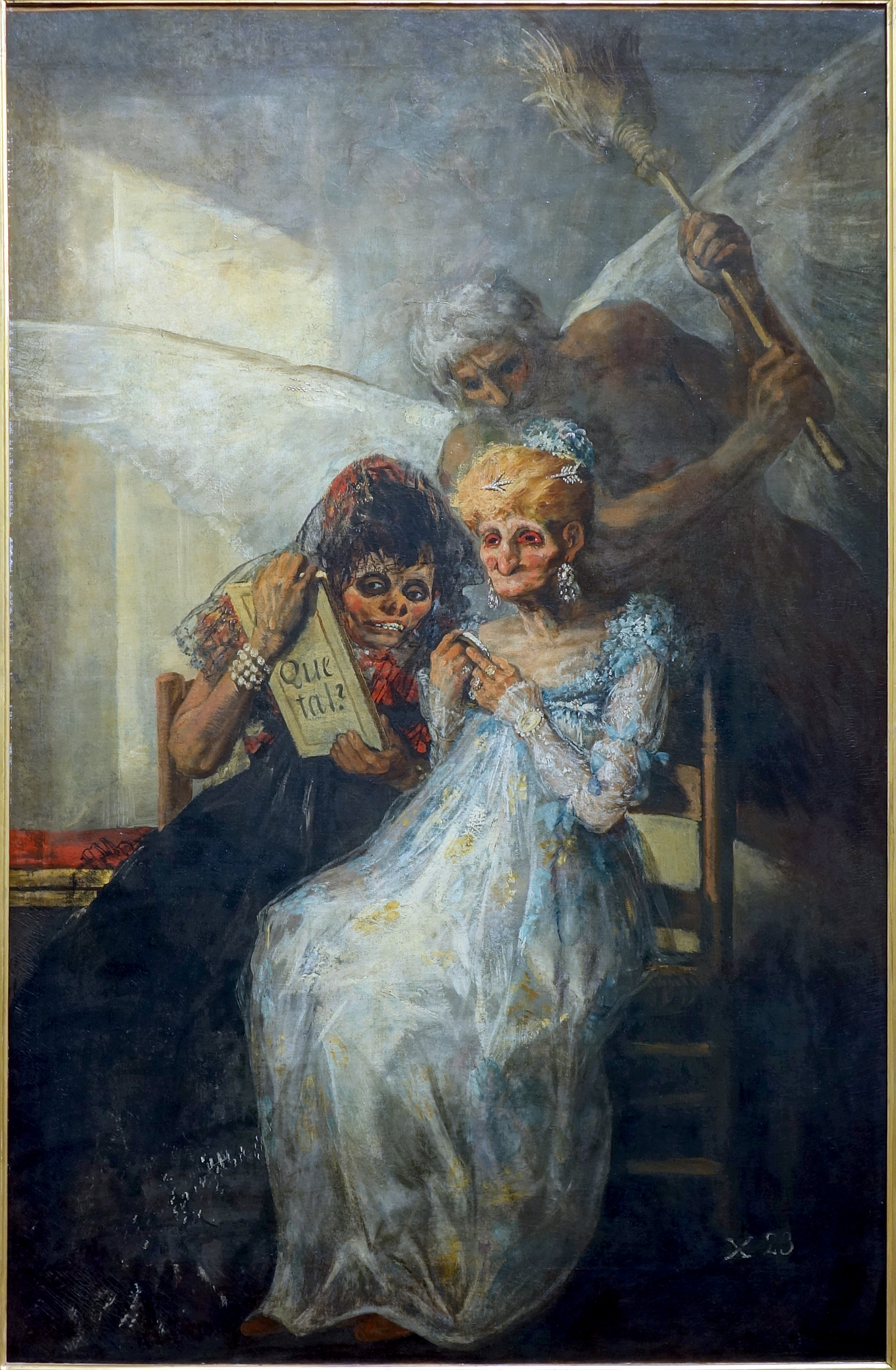
Goya, Les Vieilles.

En 1919, Pignon, malgré la volonté de son père, s'engage à la mine comme « galibot », l'année suivante se fait manœuvre dans le bâtiment puis cimentier-plafonneur. Il lit, s'inscrit en 1922 à un cours de dessin par correspondance, grave et peint : « Quelqu'un avait coulé du plâtre dans une assiette, et mis au milieu une photo en couleur. J'ai regardé, j'ai trouvé ça amusant. Et quand je suis rentré chez moi, j'ai coulé du plâtre dans une assiette, et au lieu de mettre une photographie, j'ai peint quelque chose. (…) Je copiais des cartes postales, j'obligeais mon frère à se déshabiller pour poser, ou bien je copiais tout ce qui me tombait sous la main ».

Pignon effectue en 1923 un premier voyage à Paris puis visite le musée de Lille :

« Un jour je suis allé au musée de Lille, et j'ai vu Les Jeunes et Les Vieilles de Goya. Je suis revenu de là tout triste. La peinture était une chose magnifique, extraordinaire. Mais elle me paraissait inaccessible, impossible à conquérir. »

Incorporé en 1925 dans l'aviation, Pignon fait son service militaire en Syrie dans un atelier de photographie, continuant de dessiner. Il y décide de renoncer à l'usage du patois pour ne plus s'exprimer qu'en français. Rentré à Marles, il retourne à la mine puis travaille à la construction des chevalements. Il commence à peindre à l'huile des portraits de ses proches.

### L'avant-guerre et l'Occupation (1927-1944)
Pignon s'installe à Paris en 1927, se fait embaucher chez Citroën comme ouvrier spécialisé, mais est rapidement licencié. Il est ensuite pointeur à la Société des téléphones. Il peint après son travail des autoportraits puis des natures mortes et des paysages des bords de Seine, visite les musées et les expositions, s'intéresse à l'art moderne : « Ma première réaction a été de me précipiter vers Cézanne, puis Picasso, Matisse, d'aller voir des Fernand Léger. J'allais vers les œuvres qui m'émouvaient. De la même façon, la première réunion politique à laquelle j'ai assisté était au Vel'd'Hiv, pour Nicola Sacco et Bartolomeo Vanzetti ».
Pignon s'inscrit à l'école du soir du 80, boulevard du Montparnasse, chez André Auclair, puis suit des cours de sculpture chez Robert Wlérick et Arnold. Il s'y lie avec le peintre Georges Dayez et avec le peintre Antoine Irisse. Au Louvre il copie Delacroix (les Femmes d'Alger), Le Tintoret, Le Greco, Véronèse, Rubens, Rembrandt. En 1929, il a l'occasion de peindre des environnements pour des portraits photographiques. Avec Dayez il s'inscrit au journal de Henri Barbusse, où ils rencontrent le peintre Árpád Szenes, suit les cours de littérature, de philosophie et d'économie politique de l'Université ouvrière, notamment ceux de Paul Nizan et de Georges Politzer.
Pignon entre en 1931 chez Renault comme chef d'équipe et, s'inscrivant à la CGTU au cours d'un meeting, adhère à l'Association des écrivains et artistes révolutionnaires (AEAR), où il rencontre de nombreux peintres, notamment Jean Hélion, Auguste Herbin, Gruber, André Marchand, Maurice Estève, Manessier, Vieira da Silva, mais aussi Louis Aragon et Malraux. Peignant la mine, les usines et des meetings, inspirés de Fernand Léger, il expose en 1932 pour la première fois, au Salon des indépendants.
Il est un des animateurs, à cette époque, du groupe Les Indélicats qui publie une revue anarchiste sous forme de livrets tirés à une centaine d’exemplaires composés de dix linogravures, essentiellement en noir et blanc, offrant un regard politique et critique sur la société: 14 juillet, chômage, élites, sportifs, colonisation ou bien encore la guerre sont quelques-uns des thèmes sociaux traités avec une force graphique très efficace, au sein de ce groupe de vingt-et-un artistes, par Estève, André Fougeron, Roger Falck, Georges Ort, Adrien Cumora, Gisèle Delsine, Louis Féron, Marcel Debarbieux et Gabriel Robin. C'est lui qui a amené à la peinture André Fougeron. Pignon réalise en 1936 une linogravure pour le dernier portfolio édité par le groupe.
À la suite de son adhésion en 1933 au Parti communiste, Pignon est mis à pied chez Renault et, inscrit sur « liste noire », il traverse dans des conditions difficiles une longue période de chômage. Manœuvre dans une fabrique de démarreurs, il est à bout de force quand Georges Dayez le « sauve » en le faisant embaucher dans l'atelier de lithographie de cartes postales de son père.
En 1935, Pignon peut ainsi se consacrer davantage à la peinture. De 1936 à la guerre, il est metteur en pages de l'hebdomadaire Regards. Avec le sculpteur Adam, il joue comme figurant dans la troupe de Raymond Rouleau, puis avec Dullin. En 1936 il peint encore des paysages d'usines et Les Fusillés, Hommage aux mineurs des Asturies, tués pendant les grèves de 1934 en Espagne, événements qui lui suggèrent le thème de son premier Ouvrier mort : « L'ouvrier mort de 1936 (…) s'attachait plutôt à une nature symbolique. C'était une sorte de figuration abstraite. Les personnages ressemblaient évidemment plus ou moins à des ouvriers. Mais ce n'était en rien une étude de la réalité. C'était le désir de donner le sentiment de la solidarité, de la cohésion des hommes groupés, resserrés devant la mort, aux pieds d'un homme mort ».
Pour la grande manifestation du Front populaire à la Bastille, Pignon peint un énorme portrait de Robespierre.
En 1937, Pignon participe à « 50 peintres du temps présent », aux côtés de Bazaine, Gromaire, Tal Coat, Tanguy, Jacques Villon et, pour la première du Quatorze Juillet de Romain Rolland, expose avec Picasso, Matisse, Braque, Léger, Jean Lurçat, Laurens. À cette occasion, il rencontre Picasso qui prend son parti et celui des jeunes peintres au cours d'une violente discussion qu'il a avec Léger.
Pignon travaille pour l'Exposition internationale des arts et techniques de Paris à la décoration du pavillon des Anciens Combattants et peint des Joueurs de billard ou de cartes (1938-1939), ainsi que des Maternités (1939-1941) : « Mes Maternités sont parties d'une toute petite toile de Luca Signorelli, qui était la Naissance de la Vierge. (…) J'ai aussitôt entrepris toute une recherche sur le thème de la maternité. Celui-ci en somme m'était fourni par une toile du Louvre et en même temps par des documents de la guerre d'Espagne, où on voyait une femme penchée sur son enfant ».
Soutenu par André Lhote, Pignon présente sa première exposition personnelle en 1939.
Mobilisé dans l'aviation à Villacoublay, Pignon, après une retraite jusqu'à Saint-Jean-Pied-de-Port, rentre à Paris en septembre 1940 et s'engage dans la Résistance. Sa maison devient lieu de réunion, de passage et d'hébergement, où Aragon et Elsa Triolet logent un moment. Il devra la quitter en 1943, prévenu qu'il figure sur une liste d'otages. Pignon participe en 1941 à l'exposition des « Vingt jeunes peintres de tradition française », organisée par Bazaine et, en 1943, à « Douze peintres d'aujourd'hui » aux côtés de ses amis Bazaine, Léon Gischia, Le Moal, Manessier, Singier. Avec Gaston Diehl et, notamment, Adam, Gischia, Le Moal, Manessier, Marchand et Singier, Pignon participe à la fondation du Salon de mai. Deux de ses dessins (« En avant » et « Maréchal nous voilà ») figurent dans l'album lithographique Vaincre édité clandestinement par le Front national des Peintres au profit des Francs-Tireurs et Partisans français en juin 1944.

### Collioure et Ostende (1945-1949)

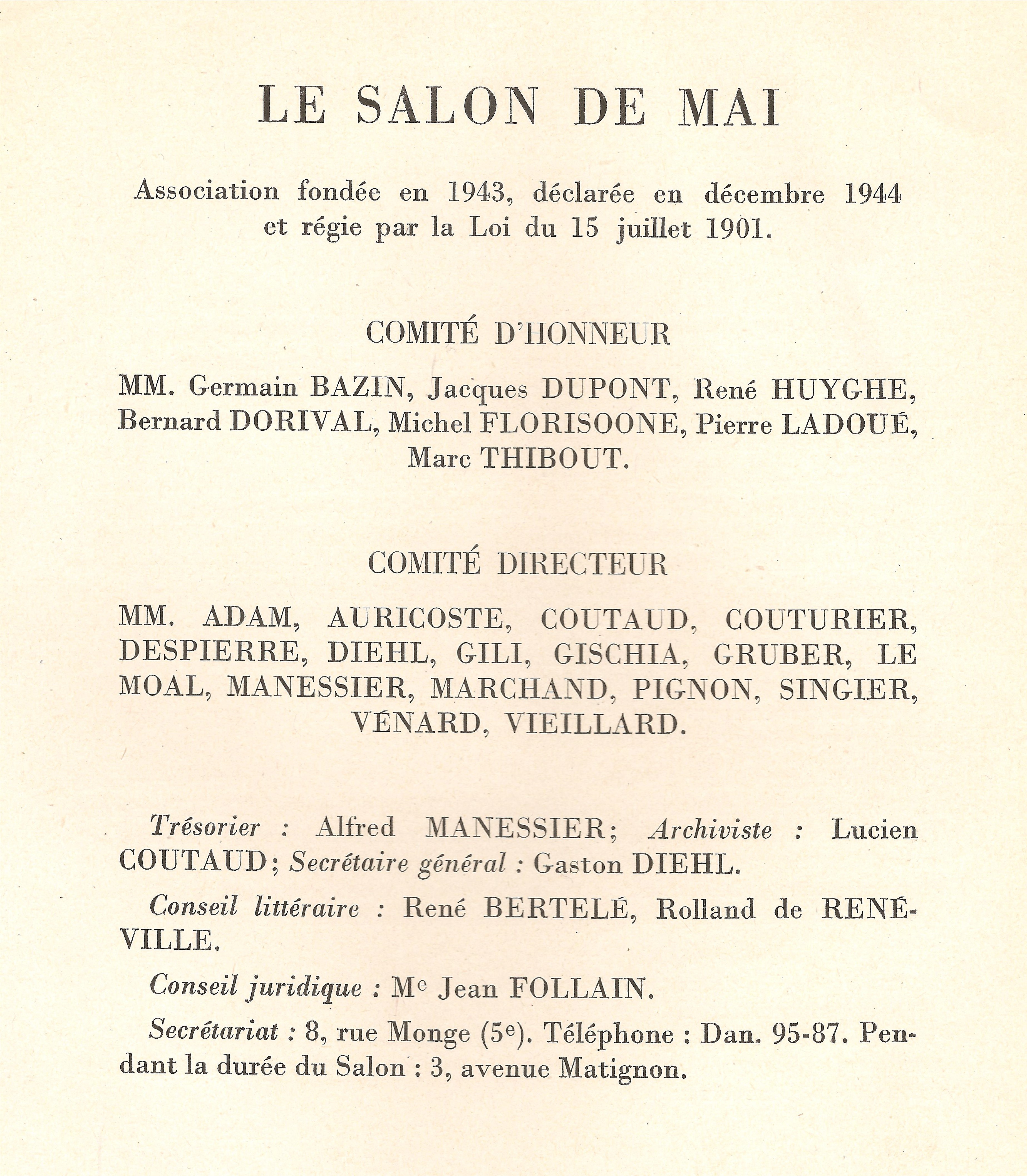
Premier Salon de mai

Après une série de natures mortes très colorées, d'intérieurs, de « Maternités » et de « Femmes assises et accoudées » (1943-1945), Pignon, après un séjour à Collioure chez le peintre Willy Mucha durant l'été 1945, peint Les Catalanes, les Remmailleuses de filets, les Femmes qui pleurent (1946), figures hiératiques imprégnées, dira-t-il, « de Picasso et des gothiques ». C'est à cette époque que commence à se préciser sa façon de travailler lorsqu'il approche un thème nouveau, multipliant d'abord dessins et aquarelles d'après nature et dans son atelier, et réalisant plus tard la synthèse dans des suites évolutives de peintures, que la Galerie de France ne cessera, à partir de 1946, d'exposer.
Durant l'hiver 1945-1946, Pignon fait de longs séjours solitaires à Ostende. Ils sont bientôt à l'origine d'une nouvelle série (1947-1949) jouant sur le contraste des gris nuancés du ciel ou des larges surfaces des voiles, et des silhouettes allusives des pêcheurs, engoncés dans leurs vêtements de travail colorés.
« Tout contrastait avec Collioure d'une façon violente. C'était l'hiver et la grisaille. (…) Il y avait dans ce port une atmosphère délicate qui me plaisait énormément. J'étais saisi par une sorte de balancement des choses, des voiles, des filets, de la mer (…). Les pêcheurs travaillaient dans l'air glacé, déchargeaient les caisses de poissons aux tons argentés (…). Les mâts me rappelaient certaines batailles d'Uccello (…). Il y avait de la glace sur le port, de la neige dans l'air, les vagues gelées », se souviendra Pignon. « Je ne voulais pas peindre la neige. Je m'en servais en tant que blanc pour que la toile s'imprègne de tout ce climat neigeux qui s'épanchait sur elle. (…) Beaucoup de lignes courbes, quelques droites et des mâts, des personnages d'une forme assez géométrique qui se penchaient vers les filets (…). Des toiles très sobres, une courbe vis-à-vis d'une droite, un rose opposé à un gris, quelques bistres, quelques jaunes pâles, des noirs ».
Il est bientôt rejoint par le peintre suisse Charles Meystre, qu'il initie à la peinture par séries, et qui travaillera plusieurs années à ses côtés.
Pignon s'inscrit au comité de soutien des mineurs en 1949, après la Grève des mineurs de 1948. Retournant fréquemment chez sa mère à Marles, il commence à peindre ensuite Les Mineurs (1948-1952),, dont le Jeune mineur à la cigarette, achevé en 1949, peu avant que d'autres peintres du PCF ne consacrent une série de toiles, au Salon d'automne de 1951, à une autre profession célébrée par ce parti, les dockers en grève de 1949-1950 contre la Guerre d'Indochine. En février 1946, Pignon avait participé à l’exposition « Art et Résistance » organisée par le PCF au musée d’Art moderne à Paris et il avait amené à la peinture André Fougeron.
Dès 1947, il se lie avec Jean Vilar qu'il rencontre régulièrement avec Léon Gischia et Mario Prassinos, crée ses premiers décors et costumes pour Schéhérazade de Jules Supervielle que Vilar monte au Festival d'Avignon de 1948. Pignon prend l'habitude de rendre visite, presque quotidiennement durant les années suivantes, à Picasso, chez qui ont lieu des discussions ininterrompues sur le « réalisme socialiste », prôné par la Pravda et L'Humanité, mais auquel ils s'opposent.

### Sanary et Vallauris (1949-1958)
Durant l'été 1949 Pignon séjourne en Italie puis pour la première fois à Sanary dans le Var, dont il peint le port, réalisant surtout des études qui seront la source, près de dix ans plus tard, de sa série d' Oliviers : « J'ai d'abord fait des quantités de dessins d'après des paysans au travail dans la chaleur du Midi. Ils étaient vêtus d'un simple slip, ce qui laissait toute la musculature apparente et saillante. Et puis en me promenant dans l'arrière-pays, j'ai commencé à regarder les oliviers. (…) D'abord mes premiers oliviers sur nature ressemblaient à mes voiles d'Ostende. J'ai essayé de travailler avec plus d'exactitude, si l'on veut. Et c'est là que j'ai ressenti une sorte de désir d'appréhender davantage la réalité. Et par là une autre manière de concevoir l'espace, à cause de cette précipitation des volumes, des ouvertures des branches qui se pressaient l'une sur l'autre parce que je me plaçais très près de l'olivier : méthode que j'ai toujours conservée (…). Il y avait en moi un rapport entre l'olivier, le sol caillouteux, les restanques, le paysan nu et la chèvre. J'avais devant eux une sensation presque identique, toute la nature me paraissait faite d'os et de muscles ».
Après un premier voyage à Venise avec ses amis Zoran Mušič et Ida Barbarigo, Pignon en 1951 s'installe durant l'été et une partie de l'hiver chez Picasso à Vallauris : « J'ai recommencé à dessiner des nus rapides (…). Je voulais peindre le nu comme l'olivier dans toute sa complexité. (…) Il fallait le montrer comme si on tournait autour. Je cherchais, comme dans l'olivier plus tard, les points d'articulation, je mettais mille aspects à la fois, mon nu s'élargissait, devenait énorme. Mais je m'apercevais qu'en même temps j'arrivais à donner aux formes sur la toile une certaine vitalité et une certaine sensualité ». Pignon reprendra également le thème des Maternités (1951-1955).
À Vallauris il travaille à un nouvel Ouvrier mort monumental : « Quand j'ai fait le deuxième Ouvrier mort, on vitupérait sur ce thème choisi par moi en pleine abstraction montante, on disait que j'allais devenir réaliste socialiste, quand on ne disait pas que je l'étais. En même temps, les porte-paroles du prolétariat se substituaient au prolétariat pour écrire que jamais la classe ouvrière ne pourrait admettre une telle peinture. (…) C'est là, à Vallauris et à Sanary, au milieu des oliviers, dans le calme et dans la chaleur, que j'ai commencé à sentir la possibilité de me trouver complètement à contre-courant. Je ne veux pas dire que je ressentais le besoin de travailler 'contre' l'art abstrait. (…) Il ne s'agit pas de prendre parti pour ou contre quelque chose. La peinture n'est pas une campagne électorale. Et presque tous mes amis sont abstraits ou l'ont été ou le seront toujours. C'est avec eux que j'expose et que j'ai toujours exposé. Je ne pourrais pas exposer avec d'autres ».
L'année suivante, il épouse la journaliste Hélène Parmelin, qui dirige le service culturel de L'Humanité depuis 1944 et avec laquelle il a eu un fils, Nicolas en 1948. En 1950, celle-ci publie son premier roman.
Pour Jean Vilar, Pignon crée en 1951 les décors et costumes de la première pièce de Brecht présentée en France, Mère Courage et ses enfants, avec Germaine Montero et Gérard Philipe, et en 1952 de La Nouvelle Mandragore de Jean Vauthier, avec Gérard Philipe et Jeanne Moreau.
Un nouveau séjour de Pignon à Vallauris en 1953 est à l'origine de L'Homme à l'enfant endormi, d'après le souvenir de Paloma Picasso endormie sur ses épaules alors qu'il remonte avec Picasso, en fin de journée, de l'atelier, mais aussi de la série des Nus à l'olivier (1953-1954) : « C'est là qu'a commencé le mariage du nu et de l'olivier dans mes toiles. Je les confrontais. Ils nouaient entre eux une sorte de conversation. D'un côté de la toile il y avait l'olivier, de l'autre le nu. L'olivier semblait un nu renversé, et j'accentuais dans ce sens, je voyais à l'olivier la même poussée de formes que le nu ». Pignon aborde simultanément les séries La Cueillette du jasmin (1953-1955) et Les Vendanges (1953-1955). Sous l'incitation de Picasso il réalise encore à Vallauris, durant l'hiver, deux cents céramiques sur les thèmes de ses toiles : « Quand j'étais à Vallauris, j'ai passé un an à faire de la poterie. Et j'utilisais pour ces poteries des éléments peints par moi durant toute ma vie. Par exemple des têtes de mineurs, qui se transformaient en personnages fantastiques (…). Mais sur beaucoup de poteries, je faisais des têtes de coqs, en me souvenant de tous les coqs que j'avais connus dans mon enfance ». L'année suivante Vallauris est source de nouvelles suites, Les Électriciens dont les silhouettes acrobatiques se découpent sur le ciel (1954-1955) et Le Paysan accroupi, articulant cette fois homme et arbre (1954-1955).
Tandis que, les troupes soviétiques entrant en Hongrie en 1956, l'opposition se fait de plus en plus manifeste entre le Parti communiste et les intellectuels anti-staliniens, dont Picasso, Pignon et Hélène Parmelin, qui est à l’initiative d’une pétition d'artistes réclamant la tenue d’un congrès extraordinaire du PCF. Ce petit réseau clandestin de militants communistes, composé aussi de Victor Leduc, Paul Tillard, Anatole Kopp, et Marc Saint-Saëns  publia, sous pseudonymes et avec l'aide financière de Picasso, quelques numéros en 1956 et 1957 du bulletin mensuel L'Étincelle (en référence à Iskra, le journal de Lénine).
Pignon continue de travailler pour le théâtre, notamment en 1956 pour Ce fou de Platonov d'Anton Tchekhov monté par Vilar avec Maria Casarès et Philippe Noiret, en 1957 pour Le Malade imaginaire de Molière, en 1958 pour On ne badine pas avec l'amour de Musset. Après de longs séjours à Cannes chez Picasso, puis de nouveau à Sanary, Pignon peint les paysages de Sanary et la Colline de Bandol (1956-1958).

### Oliviers, Combats de coqs et Plongeurs (1958-1961)
Pignon s'engage ensuite dans quelques-unes de ses plus célèbres séries, les Oliviers (1958-1964) : « Collé à l'arbre, mon œil se promenait tout autour de la forme. J'essayais de traduire un espace non pas à 60 degrés, ou à 45, mais à 180 degrés… J'étais sur l'olivier, ses multiples parties se bousculaient vers moi, entraient à la fois dans mon dessin. (…) C'est seulement au bout de plusieurs années que les toiles ont commencé à naître ». « Quand je peignais les Oliviers, je me suis aperçu que je voulais détruire l'idée de distance entre le spectacle représenté (…) et le personnage qui regarde », résume-t-il.
Après de multiples séjours en 1958 à Marles-les-Mines, Pignon développe le thème des Combats de coqs (1959-1968 et jusqu'en 1973) : « Pendant deux ans, j'allais dans le Nord deux fois par semaine pour assister aux combats de coqs. (…) Il y avait foule autour de moi. Sans compter le brouhaha extraordinaire de la montée des paris pendant les combats, la fumée, les plaisanteries des mineurs, les hurlements des enfants, les quolibets. (…) Il y avait quelquefois quarante combats dans l'après-midi. Cette fois la réalité était véritablement une réalité de combat, de guerre, une nature frénétique. Cela exigeait d'abord une notation, un dessin beaucoup plus rapide, pour dire cette violence du combat (…) Je travaillais quatre ou cinq heures de suite.(…) Toutes ces notations, ces dessins faits dans le temps du mouvement, (…) me donnaient un répertoire de formes en fonction du combat. Non pas des formes pour elles-mêmes, pour leur beauté : mais des formes expressives, des formes directement issues de la réalité, et qui étaient pour moi le combat même. (…) C'était l'olivier éclaté, éparpillé sur la surface de la toile ».
Pignon réalise en 1958 sa première céramique-sculpture, L'Homme à la fleur, pour le Pavillon de Paris à l'Exposition internationale de Bruxelles, contestée par la municipalité mais sauvée par l'arbitrage de Jean Cassou, conservateur du Musée d'Art moderne. Exposant à la Biennale, il part pour Venise et passe un premier été à dessiner le travail les Pousseurs de blé près de Rome, à Filacciano. Venant régulièrement chez Picasso, il travaille de plus en plus dans le Midi, source de nouveaux thèmes telle La Jetée, après un séjour en 1959 avec Picasso à Toulon. En 1960 Pignon signe avec d'autres peintres (Robert Lapoujade, Paul Rebeyrolle, Paul-Jean Revel, Jean-Pierre Vielfaure) contre la guerre d'Algérie le « Manifeste des 121 » titré « Déclaration sur le droit à l’insoumission dans la guerre d’Algérie ». De premières expositions rétrospectives de son œuvre sont organisées aux musées de Metz et de Luxembourg.

### Battages, Batailles, Plongeurs et Guerriers (1961-1970)

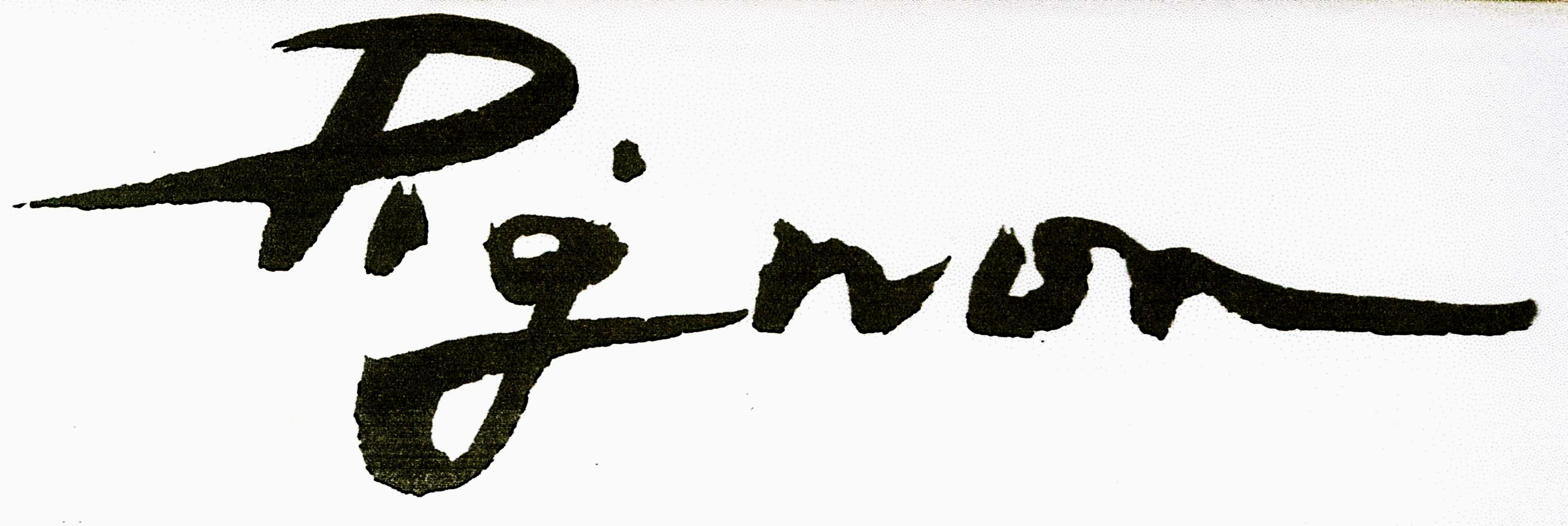
Signature de Pignon

En 1961 Pignon développe le thème des Battages dans la plaine du Tibre et des Pousseurs de blé (1961-1962) : « Les combats de coqs se sont prolongés dans les battages de blé en Italie. Les battages accentuaient cette sorte d'éparpillement des éléments en présence. (…) Le battage pour moi, c'était en somme le combat des coqs multiplié. (…) J'étais en plein milieu, dans la poussière de la paille, de cinq heures du matin à une heure de l'après-midi, mort de soleil, et dessinant à la vitesse des hommes, dévorant les mouvements additionnés. (…) Les paysans de Filacciano poussaient à plusieurs une motte de blé avec des fourches, en courant. J'avais toujours l'impression, quand je les voyais courir et que je captais leur mouvement insensé avec mon encre de Chine, qu'ils chargeaient une ennemi à la baïonnette ».
Le thème évolue ainsi rapidement en Moisson-guerre (1961-1963) et Batailles (1963-1964) : « Je me promenais un jour dans Sanary, et j'ai vu dans une vitrine toute une armée de soldats en matière plastique. (…) C'était pour la plupart des copies fort exactes des armures du Moyen Âge ou de la Renaissance. (…) Et en rentrant à l'atelier, je me suis mis à les dessiner. (…) J'achetais aussi des canons et des tanks, des camions militaires. Je m'en suis peu servi, mais leur présence parmi tous les chevaliers en armure donnait à la bataille une sorte de généralité. (…) J'avais même trouvé un moyen de faire bouger mes guerriers. Plusieurs fois, avec le jet lumineux d'une grosse lampe électrique, que j'agitais devant mes soldats disposés devant un mur blanc, je leur donnais non seulement la vie mais le pouvoir de se battre. (…) Mais cela était plutôt un magnifique jeu qu'une nécessité. (…) Il y avait, dans le déchirement de la forme, une curieuse continuité entre les combats de coq, les battages de blé et les batailles. (…) Dans les Batailles le piétinement des guerriers ne cesse d'avoir un rapport avec le piétinement des pousseurs de blé. (…) C'est notre combat de coqs à nous », dit encore Pignon.
Parallèlement Pignon prend pour thème La vague (1962) : « Partant des combats de coqs, puis des battages, je suis allé vers quelque chose de plus insaisissable encore. Je me suis mis à m'intéresser aux vagues de la mer, plus fluides même que la poussière du blé ou la paille qui tournoyait, plus difficiles encore à saisir comme rythme. (…) Quand il y avait du mistral, je me suis habitué à aller dessiner des vagues (…). Je voyais l'eau se gonfler, frapper sur le rocher, sur le port, sur la falaise, se précipiter vers le haut comme une sorte de fleur, suspendre une grande nappe de mer, et retomber. (…) Il n'y a rien de plus passionnant que d'essayer de capter la vague dans son mouvement. (…) Quand je commence la toile, je pars de dessins plus ou moins rapidement faits d'après nature, ou d'aquarelles, ou de crayons de couleur. (…) Sur la toile, j'essaie de saisir une réalité infiniment plus complexe que dans les dessins. Les dessins sont des fragments de réalité. Par exemple dans les études de vagues que j'ai faites au crayon de couleur, j'ai accumulé des fragments de réalité: alors que le tableau exprimera les vagues dans leur totalité ».
Pignon poursuit le thème dans Les plongeurs, d'après des croquis de Sanary (1962-1966) : « Tous les jours j'allais prendre des notes, regarder les plongeurs. (…) L'idée de peindre des plongeurs ne m'est pas venue par hasard. Elle est née après de multiples réalisations (…) et à un certain moment de ma peinture où de nouveau j'ai besoin d'un contact direct, constant avec la réalité pour pouvoir construire un jour les toiles (…). C'est cette mise en œuvre de la réalité dans ses différents instants accumulés qui rendra la toile plus vivante, plus expressive, plus vraie. (…) Je me suis aperçu aussi que cette vélocité de notation me débarrassait de toutes les habitudes de pensées, de toutes les idées qui venaient s'interposer entre mon dessin et moi. (…) J'ai saisi le plongeur non pas comme un instantané, mais dans son développement ».
À son tour cette série le conduit, regardant les discussions dans les cafés et les films de guerre, à ses Têtes de guerriers (1964-1967) : « Après tous ces corps en mouvement précipités dans l'eau, j'ai eu envie d'aller vers l'expression de la figure humaine et de chercher ce mouvement, mais à l'intérieur du visage humain. (…) D'ailleurs mes Oliviers n'étaient-ils pas des portraits d'oliviers ? Mes Combats de coqs des portraits de coq, presque déjà des têtes de guerriers ? (…) Je voulais exprimer la bestialité du guerrier, la peur du guerrier, son côté burlesque, toujours présent chez cet homme bien souvent stupide et sans cervelle. Son côté méchant également ».
Une nouvelle rétrospective de l'œuvre de Pignon est présentée au Musée national d'Art moderne de Paris en 1966. Bernard Dorival, qui dirige alors le MNAM réunit 180 tableaux et 150 dessins et aquarelles pour ce qui est la plus grande exposition qu'on ait alors réalisée de cet artiste. Il déclare pour la télévision : « Le public pourra prendre la mesure de cette œuvre qui est plus grande, me semble-t-il, que chacune des œuvres de Pignon […] La production d'ensemble dépasse chacune des productions particulières ». Bernard Dorival avait depuis longtemps encouragé Pignon, en qui il reconnaissait un artiste de premier plan. L'amitié entre ces deux hommes se poursuivra jusqu'à leur disparition. Dans la continuité de ses thèmes précédents, il aborde ensuite la série des Seigneurs de la guerre (1967-1969), nommée d'après une expression de son ami Camille Bourniquel : « J'avais le désir de donner de plus en plus de présence à ces têtes. Je les ai placées dans le haut de la toile qui, elle-même, était très allongée et très étroite. (…) Les formes définies étaient vers le haut, tandis que vers le bas elles restaient indéfinies. » (C.C., p. 33). Parallèlement Pignon, poursuivant ses engagements, exposera dans de nombreuses manifestations contre la guerre du Viêt Nam, la dictature en Grèce ou au Chili, l'Apartheid et le maintien des colonies portugaises. En 1968, il peint à l'occasion du « Congrès International des Intellectuels » une fresque dans l'entrée du Musée de La Havane, travaille à la préparation, notamment avec Bazaine, Alexander Calder, Jean Cassou, Vercors, de la « Journée Internationale des Intellectuels pour le Viêt Nam » et participe à la création d'une affiche collective avec Picasso, Manessier, Matta, Soulages, André Masson, Paul Rebeyrolle et Victor Vasarely. La même année Pignon soutient le mouvement étudiant, créant avec Bazaine et Calder des affiches pour l'ORTF en grève.

### Les Nus rouges, Les Bleus de la mer, Les Dames de l'été(1970-1993)
Après avoir repris le thème de L'Homme à l'enfant endormi (1970-71), Pignon en revient à celui des nus, plutôt par hasard d'après un modèle à Sanary, d'abord Nus blancs puis Nus rouges, mais aussi orangés, (1973-1976), qui remplissent l'espace entier de ses toiles : « J'ai été amené petit à petit à enlever tous les signes à l'intérieur des Nus, c'est-à-dire les seins affirmés, le ventre affirmé ou les doigts affirmés. Tous les signes intérieurs, comme ceux qui grouillaient par exemple dans les têtes de guerriers, ont disparu. Le nu n'est plus qu'une grande forme épanchée sur toute la toile. (…) Par la suite le volume est devenu d'abord rose et petit à petit les nus ont évolué vers une forme rouge. Bientôt, du nu blanc, il ne reste plus qu'une sorte de cerne blanc irrégulier ».
Pignon réalise simultanément de monumentales céramiques-sculptures, Vingtième siècle, de 50 mètres de long sur 10 de hauteur en 5 000 morceaux, pour le Centre culturel d'Argenteuil (1970), un “Combat de coqs” pour la Faculté des sciences de Lille (1971), des Plongeurs pour l'École des beaux-arts de Marseille-Luminy (1973). Il conçoit en 1973 les décors, dont une immense figure en fond de scène, pour Hamlet monté par Marcel Maréchal à Lyon. La veille du vernissage de son exposition Les Nus rouges, il reçoit un dernier coup de téléphone de Picasso qui meurt peu après. Une rétrospective des œuvres monumentales de Pignon est organisée en Roumanie, Hongrie, Pologne, Luxembourg. Il collabore en 1974 à un recueil d'hommage à Federico Fellini, avec qui il se lie d'amitié.
Sur la plage de La Coudoulière, près de Toulon, Pignon réalise en 1975 de nombreux dessins qu'il développera dans les grands personnages des Bleus de la mer (1978-1981) : « Quand je peins des parasols, je ne veux pas faire un triangle de couleur. Ce triangle de couleur souvent s'épanche dans le jaune qui est à côté et ce jaune ou ce rouge devient plus large, plus expressif, devient tache. Ce qui me reste des parasols, c'est le côté structuré, la forme générale, presque des hexagones. J'accentue ce côté, le mêle au parasol voisin, je donne cette complication, qu'on retrouve sur la plage, de tous ces parasols qui s'entremêlent (…) C'est le mélange de tous ces éléments, les personnages allongés, debout, la présence de la mer, les parasols, les objets, les seaux des enfants, etc., tous ces objets et tous ces gens qui s'interpénètrent qui me donneront la présence, la richesse et la complexité de la plage ».
En 1975, Édouard Pignon participe, avec Pierre Alechinsky, Olivier Debré, Hans Hartung, François Heaulmé, Roberto Matta, Zoran Mušič et Pierre Soulages à l'exposition itinérante en France Trente créateurs organisée par André Parinaud. En 1976, Pignon expose Les nus rouges et après au Musée d'Art Moderne de la Ville de Paris, présente pour la dernière fois ses œuvres à la Galerie de France et reçoit le Grand Prix national de la Ville de Paris. Cette même année, il illustre d'eaux-fortes en noir et en couleurs Les Mascarades de Pierre de Ronsard (édition Les Bibliophiles de France). Il continue simultanément de réaliser des céramiques monumentales, L'Été pour Le Creusot (1975), Combat de coqs pour Saint-Étienne-du-Rouvray (1976), L'Homme à l'enfant commandée par Pierre Mauroy pour Lille et Combat de coqs pour Marles-les-Mines (1977). Pignon participe alors à toutes les expositions organisées en soutien aux dissidents emprisonnés en URSS et aux opposants de Tchécoslovaquie.
Sa peinture renouvelle par la suite en de nouvelles séries certains de ses thèmes anciens, Nus aux cactus (1978-1982) qui opposent le caractère agressif et épineux du cactus et la forme ondulatoire et souple de la femme, Nageurs verts , Nus rouges à la femme agenouillée, Repiquage du jasmin (1981). Au Centre Georges-Pompidou une exposition réunit en 1980 la quasi-totalité de ses œuvres conservées dans les Musées nationaux. Pour le centre de formation des Télécommunications de La Londe-les-Maures Pignon réalise en céramique sur béton découpé Les Plongeurs dans la vague (1980) et un timbre reproduisant ses Plongeurs est édité par la Poste en 1981. La même année, il quitte le Parti communiste. La série Les Hommes de la terre (1981-1984) et les électriciens de Haute tension (1982-84) reprennent sous une nouvelle approche plastique des études faites à Vallauris et Sanary dans les années 1950. Le musée d'Antibes demandant en 1982 à treize peintres et sculpteurs un hommage à Picasso, Pignon réalise une série d'aquarelles et cinq toiles sous le titre Pour Picasso, ses personnages et les miens au rendez-vous d'Antibes.
Au Bleu de la mer il donne, dans l'accumulation des corps, parasols, nageurs et bateaux, la suite solaire de ses Dames de l'été ou Dames du soleil (1983-1984). Après une vaste exposition rétrospective en 1985 de trois cents de ses œuvres sur trois étages du Grand Palais, il peint l'ultime série des Nus géants (1986-1989).
Atteint d'une cécité progressive, Édouard Pignon meurt à La Couture-Boussey (Eure) le 14 mai 1993, à l'âge de 88 ans. Il est inhumé au cimetière du Montparnasse (division 3).

## Musées
Des œuvres de Pignon sont présentes dans les collections de nombreux musées. 
- À Paris : musée national d'Art moderne de Paris, musée d'Art moderne de Paris, Centre national d'art contemporain, musée de l'Arsenal, musée de l'ordre de la Libération.
- En région : Antibes, Calais, Céret, Compiègne, Dunkerque, Grenoble, Le Havre[36], Le Touquet-Paris-Plage, Lille, Lyon, Marseille, Metz (Musée de la Cour d'Or), Nancy, Saint-Denis, Saint-Rémy-de-Provence (musée Estrine), Sète…
- À l'étranger : Alger, Amsterdam, Bruxelles, Jakarta, Faenza, Göteborg, Helsinki (Musée d'Art Ateneum), Johannesbourg, La Chaux-de-Fonds, Liège, Londres, Louisville (États-Unis), Luxembourg, New York, Riga, San Francisco, Santiago du Chili, São Paulo, Skopje (Musée d'Art contemporain de Skopje)[37], Stockholm, Tokyo, Varsovie, Wellington.

## Jugements
« Chacun dans son œuvre a son Guernica. Delacroix a les siens. Velasquez a les siens. Le tien, c'est L'Ouvrier mort. »

— Picasso, cité par Hélène Parmelin

« La liberté que la rapidité de l'eau lui accorde domine tout cet art. Je suppose que, si l'on en demandait à Pignon les chemins, il reconnaîtrait que l'apprentissage et l'exercice qu'il en fait dans le corps à corps qu'il mène avec le monde ont fini par s'inscrire en lui comme une manière d'être qui se retrouve dans le corps à corps qu'il va mener à l'atelier avec aquarelles et huiles. Il y plonge comme ses plongeurs (et lui-même) sans la mer. Ces aquarelles ne sont pas seulement création d'images, elles créent le peintre dans sa liberté. »

— Jean Lescure, cité dans Hélène Parmelin

## Écrits
- Édouard Pignon, « La construction de l'espace », dans Les problèmes de la peinture, ouvrage collectif sous la direction de Gaston Diehl, Éditions Confluences, 1945.
- Édouard Pignon, Battages et Pousseurs de blé, précédé d'un entretien entre Pignon et Georges Boudaille, Les Éditions Cercle d'Art, Paris, 1962.
- Édouard Pignon, La Quête de la réalité, propos recueillis au magnétophone par Jean-Louis Ferrier, Éditions Gonthier, Paris, 1966; rééditions, Bibliothèque Médiations, Gonthier, Paris, 1968, 1974 et 1985.
- Édouard Pignon, Contre-courant, propos recueillis au magnétophone par Jean-Louis Ferrier, éditions Stock, Paris, 1974.

## Illustrations
- Paul Valéry, Dialogue de l’arbre, 6 eaux-fortes et 20 bois d’Édouard Pignon, Paris, Klein, 1958 (290 exemplaires).

## Philatélie
En hommage à Pignon un timbre reproduisant l'une de ses œuvres, Les Plongeurs, est émis par les Postes françaises en 1981 (valeur de 4 F).

#### Monographies
[liste chronologique]
- Gérald Collot, Édouard Pignon, Éditions Le Lorrain, 1960.
- Henri Lefebvre, Pignon, Le Musée de poche, Éditions Georges Fall, Paris, 1956; réédition, 1970.
- Raoul-Jean Moulin et André Calles, Pignon, préface de Jean Vauthier, Bibli-Opus, Éditions Georges Fall, Paris, 1970.
- Hélène Parmelin, Histoire des Nus, Éditions Christian Bourgois, Paris, 1976.
- Jean-Louis Ferrier, Pignon, biographie d'Hélène Parmelin, Éditions Les Presses de la Connaissance, Paris, 1976.
- Hélène Parmelin, Édouard Pignon, touches en zigzag pour un portrait, suivi de La peinture est une et indivisible, propos enregistré de Pignon, Marval/Galerie Beaubourg, Paris, 1987  (ISBN 286234009X).
- Philippe Bouchet, Édouard Pignon, Éditions Ides et Calendes, Neuchâtel, 2004.
- Philippe Bouchet, Édouard Pignon, « Découvrons l’art », Éditions Cercle d’Art, Paris, 2007.
- Édouard Pignon, Les estampes, Catalogue raisonné, sous la direction de Philippe Bouchet, préface de Thierry Saint-Jean et Frank Nottin, texte de Virginie Caudron, Samuel Dégardin et entretien de Pignon avec Philippe Bouchet, éditions musée de Gravelines/éditions Liénart, Paris, 2022 (ouvrage réalisé à l'occasion de l'exposition Édouard Pignon. L'œuvre gravé et lithographié, juillet-décembre 2022), 200 p.

#### Catalogues d'expositions personnelles
- Édouard Pignon : cinquante peintures de 1936 à 1962, extraits d'un entretien de Pignon avec Jean-Louis Ferrier, « Propos de Pignon sur la pinture et la réalité », Éditions de la Galerie de France, Paris, 1962.
- Pignon, , préface de Maurice Bérard, textes de Bernard Dorival et Jean-Louis Ferrier, extraits de texte de Pierre Francastel, Yvon Taillandier, Édouard Pignon, Waldemar-George, Henri Lefebvre, Frank Elgar, Roger Garaudy, Jean-Louis Schefer et Georges Boudaille, musée national d'Art moderne, Paris, 1966.
- Pignon, Œuvres récentes 1967/1970, préface de Camille Bourniquel, Musée Galliéra, Paris, 1970.
- Les Nus rouges, texte de Jean Vauthier, préface d'Hélène Parmelin, Éditions Weber et Galerie de France, Paris, 1973.
- Pignon, textes de Maurice Bruzeau, Jean-Louis Ferrier, Hélène Parmelin, musée de la Poste, Paris, 1981.
- Pignon l'œuvre gravé, préfaces de Jean Carrière et Georges Le Rider,texte de Jean Edelmann, musée galerie de la SEITA, Paris, 1981.
- Édouard Pignon, Le rendez-vous d'Antibes, Genèse d'un tableau, introduction de Danièle Giraudy, interview de Pignon par Hélène Parmelin, Galerie Beaubourg, Paris, 1984.
- Pignon, préface de Jack Lang, textes de Jean-Louis Ferrier, Georges Duby, Gabrielle Althen, Alain Roger, Jean-Luc Chalumeau, Jean Lescure et Hélène Parmelin, Galeries nationales du Grand Palais, Centre national des arts plastiques et Éditions Denoël, Paris, 1985  (ISBN 2207231070).
- Édouard Pignon, rétrospective, avant-propos de Arnauld Brejon de Lavergnée, textes de Philippe Bouchet, Didier Schulmann, Sarah Wilson, Bernard Ceysson, Marcel-André Stalter, entretien avec Jean-Louis Ferrier, Palais des Beaux-Arts de Lille, 1997.
- Édouard Pignon en pleine lumière, avant-propos de Michel Bépoix, textes de Philippe Bouchet et Mady Ménier, Galerie d’art du Conseil général des Bouches-du-Rhône, Aix-en-Provence, Actes Sud, Arles, 1999.
- Édouard Pignon, dessins, carnets et peintures, avant-propos de André Laignel, textes de Sophie Cazé et Philippe Bouchet, Musée de l'Hospice Saint-Roch, Issoudun, 2000.
- Édouard Pignon, pittore ceramista a Vallauris / peintre céramiste à Vallauris (1951-1954), sous la direction de Gian Carlo Bojani et Philippe Bouchet, textes de Gian Carlo Bojani, Philippe Bouchet, Anne Lajoix, Mady Ménier, Giulio Busti, Museo Regionale della Ceramica di Deruta, éditions Centro Di, Florence, 2002, réédition 2004 (catalogue raisonné des poteries en fin de volume).
- Édouard Pignon, « du rythme entre les choses », sous la direction de Philippe Bouchet, avant-propos de Sophie Cazé, Bruno Gaudichon et Joséphine Matamoros, textes d'Anne Lajoix, Martine Denoyelle et Françoise Gaultier, Philippe Bouchet, Mady Ménier, Musée de l'Hospice Saint-Roch, Issoudun, musée d'Art moderne de Céret, La Piscine-Musée d’art et d’industrie André-Diligent, Somogy Éditions d’art, Paris, 2005.
- Édouard Pignon, au cœur du monde cézannien, avant-propos de Philippe Latourelle, texte de Philippe Bouchet, Centre d’art Présence Van Gogh, Saint-Rémy-de-Provence, 2006.
- Édouard Pignon, femmes en Méditerranée : Catalanes à Collioure, étés 1945-1946, textes de Joséphine Matamoros, Philippe Bouchet, Herbert Read et Natalie Adamson, entretien avec Michel Ragon, musée d'art moderne, Collioure, Somogy Éditions d’art, Paris, 2013.
- Édouard Pignon, entre ciel et mer, les Plongeurs, avant-propos d'Agnès Le Brun, textes de Patrick Jourdan, Jean Clair, Philippe Bouchet, Samuel Dégardin, Pierre Buraglio, biographie de Marie Camus, Musée des Beaux-Arts de Morlaix, 2016.
- Édouard Pignon, Ostende (1946-1953), préfaces de Sylvie Ramond, Thierry Saint-Jean, textes de Jacques Beauffet, Philippe Bouchet, Xavier Tricot, Samuel Dégardin, Frédéric Touchard, chronologie de Marie Camus, musée des Beaux-Arts de Lyon, Éditions Hazan, 2017.

#### Catalogues d'expositions collectives
(Liste non exhaustive)
- Les Peintres de Jean Vilar : Calder, Chastel, Gischia, Jacno, Lagrange, Manessier, Pignon, Prassinos et Singier, Fondation Jean Vilar, Avignon, 1984.

#### Ouvrages généraux
(Liste non exhaustive)
- Frank Elgar, Cinq peintres d'aujourd'hui (Beaudin, Borès, Estève, Gischia, Pignon, éditions du Chêne, Paris, 1943.
- Bernard Dorival, Les peintres du vingtième siècle - Du cubisme à l'abstraction, 1914-1957, éditions Pierre Tisné, Paris, 1957.
- Hélène Parmelin, Cinq peintres et le théâtre (Coutaud, Gischia, Labisse, Léger, Pignon), Éditions Cercle d'Art, Paris, 1957.
- Georges Boudaille, « Pignon », Dictionnaire des artistes contemporains, Les Libraires associés, 1964.
- Pierre Cabanne, Le Midi des peintres, collection « Tout par l'image », Hachette, 1964.
- René Huyghe de l'Académie française et Jean Rudel, L'art et le monde moderne, Larousse, 1970.
- Gérard Xuriguera, Les années 50 - Peintures, sculptures, témoignages, Arted, 1984.
- Lydia Harambourg, Édouard Pignon, dans L'École de Paris 1945-1965, Dictionnaire des peintres, Neuchâtel, Éditions Ides et Calendes, 1993  (ISBN 2825800481).
- Yves Chevrefils Desbiolles, Waldemar-George et… Pablo Picasso, Pierre Restany, Édouard Pignon, 2009.

#### Divers
- Frédéric Touchard, Nu rouge, éditions Arléa, Paris, 2012.

### Radiophonie
- Édouard Pignon, « interview à propos de la fresque qu'il a réalisée pour l'École des beaux-arts de Marseille », émission Arts d'aujourd'hui, France Culture, 14 octobre 1967.
- Édouard Pignon, émission de Jacques Chancel Radioscopie, France Inter, 14 mars 1974.